# اندي تينانت (دراج)
اندي تينانت (بالإنجليزية: Andy Tennant) مواليد 9 مارس 1987 في ولفرهامبتن، هو دراج إنجليزي. شارك وحقق ميدالية في دورة ألعاب الكومنولث.

## الميداليات
| الميدالية | المسابقة                               |
| --------- | -------------------------------------- |
| ذهبية     | بطولة العالم للدراجات على المضمار 2012 |
| فضية      | بطولة العالم للدراجات على المضمار 2010 |
| فضية      | بطولة العالم للدراجات على المضمار 2013 |
| فضية      | بطولة العالم للدراجات على المضمار 2015 |
| برونزية   | بطولة العالم للدراجات على المضمار 2011 |
| فضية      | دورة ألعاب الكومنولث 2014              |

## وصلات خارجية
- الموقع الرسمي

## روابط خارجية
- اندي تينانت على موقع الاتحاد الدولي للدراجات (الإنجليزية)
- اندي تينانت على موقع أرشيف الدراجات (الإنجليزية)
- اندي تينانت على موقع إحصائيات الدراجات الإحترافية (الإنجليزية)
- اندي تينانت على موقع نسبة الدراجات (الإنجليزية)
- اندي تينانت على موقع CycleBase (الإنجليزية)
- اندي تينانت على موقع اتحاد ألعاب الكومنولث (مؤرشف) (الإنجليزية)
- اندي تينانت على موقع دورة ألعاب الكومنولث 2006 (مؤرشف) (الإنجليزية)